# Трембіта (автомобільне ралі)
Ралі «Трембіта» — традиційне змагання з автомобільного ралі, яке проводиться на Івано-Франківщині з 2006 року понині з перервами. З 2006 по 2021 роки ралі «Трембіта» вісім разів входило до календаря Чемпіонату України з ралі. Організаторами ралі «Трембіта» є Автомобільна Федерація України та Прикарпатський Автомобільний клуб.

## Історія
Гравійні дороги, які проходять Івано-Франківською та Чернівецькою областями України, якнайкраще підходять для класичного ралі, оскільки є всепогодними (тобто не змінюють свій характер залежно від дощу, снігу тощо). Крім того, швидкісні характеристики доріг на Прикарпатті вимагають від спортсменів максимальної концентрації, що також позитивно впливає на зростання майстерності гонщиків. Сукупність цих факторів призвела до того, що ще в 80-х роках ХХ сторіччя в даному регіоні проходили ралі «Косів», «Калуш» та «Карпати», які в різні роки мали статус етапів чемпіонатів УРСР та СРСР. Ця традиція отримала продовження і після того, як Україна стала незалежною державою.

### 2006-2007
Наприкінці 2005 року з ініціативи тодішнього голови комітету ралі FAU Андрія Александрова акценти у географії українських ралійних змагань почали зміщуватися у бік Західної України. Так, у календарі чемпіонату України з ралі 2006 року з'явилося одразу три прикарпатські ралі: «Трембіта», «Буковина » та «Золота Осінь Карпат». Штаб ралі «Трембіта» розташовувався в Івано-Франківську, а спеціальні ділянки проходили територією Івано-Франківського, Калуського та Косівського районів області.
Гонка 2006 року отримала хороші відгуки і була повторно включена до календаря чемпіонату України у 2007 році. Однак цього разу змагання запам'яталося в основному цілою низкою досить серйозних аварій, у яких дивом ніхто не постраждав. Ці інциденти, а також ряд організаційних збоїв і проблем викликали негативну реакцію гоночної громадськості та преси. Після загибелі Андрія Александрова на болгарському ралі «Слівен» 2 вересня 2007 року вектор розвитку українського ралі змістився у бік Східної та Центральної України – і місце «Трембіти» посіло ралі «Маріуполь».

### 2013
У 2013 році з ініціативи Валерія Горбаня, який очолив комітет ралі роком раніше, ралі «Трембіта» повернулось до календаря Чемпіонату України з ралі, одночасно, вперше у своїй історії, набувши міжнародного статусу. Цього разу штаб ралі був розташований у Коломиї, а спецділянки пройшли територією Коломийського району. Також, на відміну від попередніх років, змінився формат гонки – вся змагальна частина пройшла протягом одного дня.

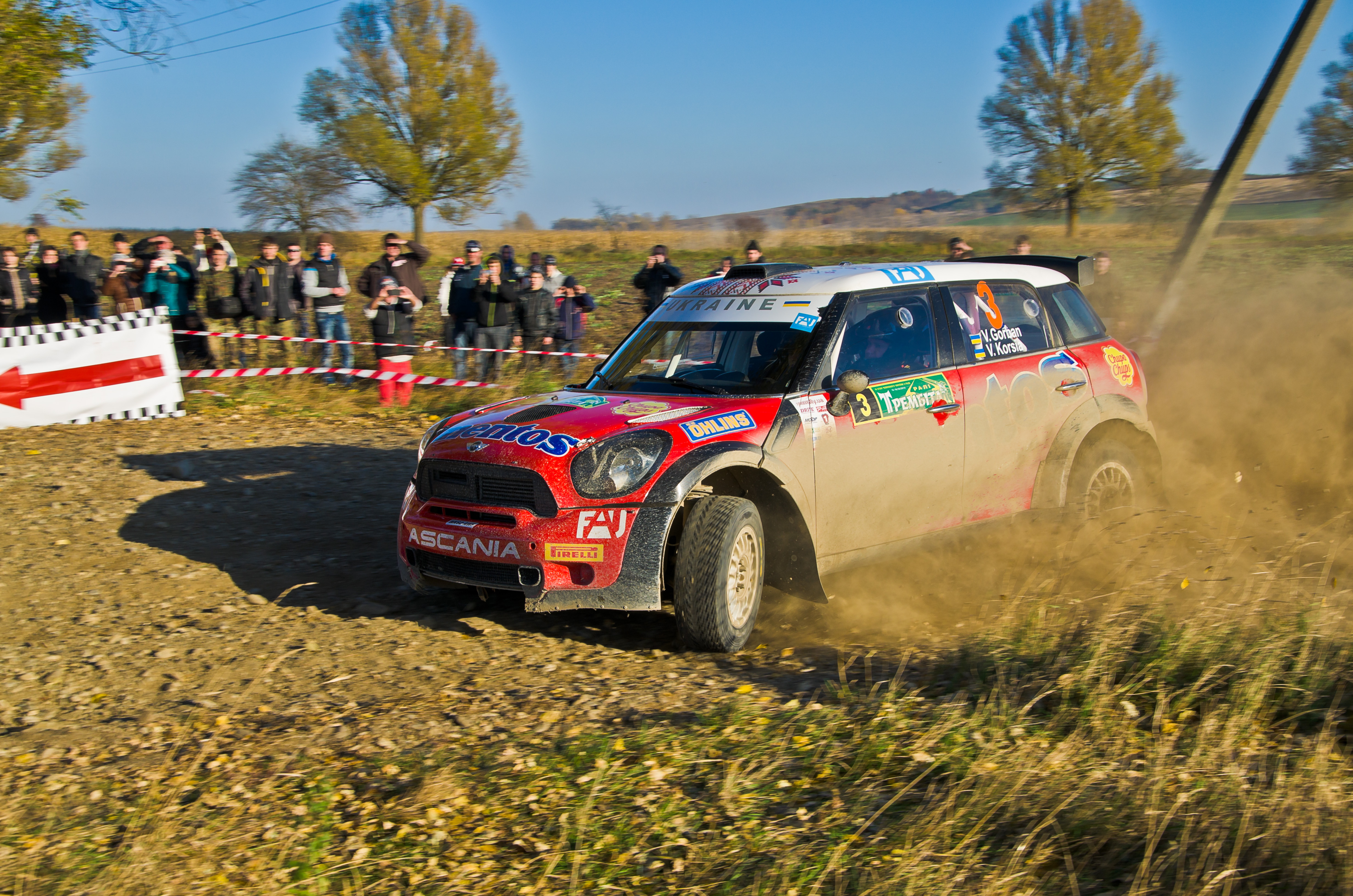
Валерій Горбань та Володимир Корся на Ралі Трембіта 2013 р.

Оскільки ралі «Трембіта» було фінальним етапом чемпіонату України 2013 року, вся увага була прикута до боротьби за титул абсолютного чемпіона, претендентами на який були Валерій Горбань та Олександр Салюк-молодший. На жаль для вболівальників, напруженої боротьби не вийшло: Салюк потрапив в аварію на першій спецділянці і вибув із гонки, а Горбань вдало фінішував і вдруге в кар'єрі став абсолютним чемпіоном України з ралі. Водночас штурман Горбаня, Володимир Корся, став наймолодшим абсолютним чемпіоном України з ралі серед других пілотів в історії цього турніру. 
У 2014 році з початком російсько-української війни проведення ралі «Трембіта», як і багато інших українських змагань, було припинено, і воно повернулося до календаря чемпіонату України лише у 2017 році.

### 2017-2021
В оновленому варіанті штаб ралі «Трембіта» розташувався у Снятині, тоді як спеціальні ділянки багато в чому повторювали конфігурацію 2013 року. Разом з тим, завдяки деяким змінам, траса набула ще більш швидкісного характеру – так, середня швидкість трійки призерів ралі «Трембіта» 2017 року перевищувала 130 км/год при змагальній дистанції 113,6 км. Згодом маршрут ралі було скориговано, і середня швидкість впала до 112-118 км/год у різні роки.
У 2017 та 2018 роках ралі «Трембіта» знову було фінальним етапом у календарі чемпіонату України – відповідно, саме за підсумками цих перегонів титули абсолютних чемпіонів здобули Руслан Топор (2017) та Борис Ганджа (2018). При цьому, на фініші ралі «Трембіта» 2018 року розрив між переможцем (Борис Ганджа) та другим призером (Олександр Козлов) становив лише 7,5 секунди, завдяки чому обидва пілоти були відзначені спеціальним Трофеєм імені Юрія Кочмара.
В 2021 штаб ралі «Трембіта» знову повернувся до Коломиї, а до дистанції змагання додали ще одну спецділянку, яку, для додаткового залучення вболівальників, було прокладено безпосередньо в місті. Крім того, висвітлення боротьби на трасі відбувалося за допомогою прямої телетрансляції, організованої Першим автомобільним телеканалом .
В 2022 році через вторгнення Росії в Україну всі автомобільні змагання були тимчасово припинені і ралі «Трембіта» не проводилося.

### Гірські перегони
З 2011 по 2021 рік (з перервами) під назвами «Трембіта Гірська» та «Трембіта Буковель» проводились етапи чемпіонату України з гірських перегонів. Траси цих змагань традиційно мали асфальтове покриття та проходили дорогами загального користування поблизу сіл Кривопілля, Буковець та гірськолижного курорту Буковель .

## Переможці
| Рік  | Пілот                    | Штурман              | Автомобіль                  |
| ---- | ------------------------ | -------------------- | --------------------------- |
| 2006 | Володимир Петренко       | Гліб Загорій         | Mitsubishi Lancer Evolution |
| 2007 | Олександр Салюк-молодший | Адріан Афтаназів     | Mitsubishi Lancer Evolution |
| 2013 | Валерій Горбань          | Володимир Корся      | Mini JCW RRC                |
| 2017 | Руслан Топор             | Володимир Щербаков   | Mitsubishi Lancer Evolution |
| 2018 | Борис Ганджа             | Євген Сокур          | Mitsubishi Lancer Evolution |
| 2019 | Руслан Топор             | Дмитро Безруков      | Mitsubishi Lancer Evolution |
| 2020 | Олександр Салюк-молодший | Володимир Равінський | Mitsubishi Lancer Evolution |
| 2021 | Олександр Салюк-молодший | Володимир Равінський | Mitsubishi Lancer Evolution |

## Цікаві факти
Всі без винятку пілоти-переможці ралі «Трембіта» мають титул абсолютного чемпіона України з ралі. При цьому, за винятком 2006 та 2019 років, пілот, який вигравав ралі «Трембіта», ставав чемпіоном того ж року.